# Frank Liedtke
Frank Liedtke (* 1952 in Fagersta, Schweden) ist ein deutscher Linguist.
Schwerpunkte seiner Arbeit bilden einerseits das Verhältnis von Sprachsystem und Sprachverwendung sowohl in einzelsprachlicher Sicht als auch sprachvergleichend und andererseits Analysen zum öffentlichen Sprachgebrauch und zum Verhältnis von Sprache und Politik, vor allem das Besetzen von Begriffen. Er arbeitet auch über das Verhältnis von Sprache und Schrift, Sprache und Bild sowie über sprachliches Handeln in theatralen Inszenierungen.
Seit dem Sommersemester 2008 hat Liedtke eine Professur für Pragmatik am Institut für Germanistik an der Universität Leipzig inne, die er bereits seit dem Wintersemester 2007/2008 vertreten hatte. Von 2010 bis 2013 war er Studiendekan, von 2013 bis 2016 Dekan der Philologischen Fakultät sowie Mitglied des Senats und der Strukturkommission der Universität Leipzig. Seit April 2019 ist er pensioniert und seitdem als Angehöriger des Instituts tätig.